# فرودگاه ارلتون
فرودگاه ارلتون (به انگلیسی: Earlton (Timiskaming Regional) Airport) یک فرودگاه همگانی با کد یاتا YXR است که یک باند فرود آسفالت دارد و طول باند آن ۱۸۲۸ متر است. این فرودگاه در کشور کانادا قرار دارد و در ارتفاع ۲۴۴ متری از سطح دریا واقع شده است.